# 이효선
이효선(李孝善, 1955년 3월 17일 ~ )은 대한민국의 정치인이다. 제15대 경기도 광명시장을 지냈다.

## 생애
1955년 경기도 시흥군 서면(현 광명시)에서 출생하였다. 경기도 시흥군의 전신이었던 경기도 금천현 서면 시절부터 대대로 살아온 토박이이며, 안양공고를 거쳐 현대자동차에 근무하는 동안 현대그룹 노조협의회 의장 직무대행을 역임하기도 하였다.
방송통신대 법학과를 졸업하고 고려대학교 정책대학원 도시행정학 석사학위를 받았다.
한나라당 경기도당 노동위원장 및 경기도의회 의원을 지냈고, 2006년 5월 31일 선거에서 한나라당 후보로 경기도 광명시장에 당선되었다.

### 정치 활동
2006년 7월 12일 광명 하안 2동 순시 중 지역 기관장과의 오찬에서 전임 시장의 특정인 승진 인사를 거론하며 모 시의원에게 '전라도 놈들은 이래서 욕먹어'라는 발언을 하였다. 이는 열린우리당 소속이던 전임 백재현 시장이 퇴임직전 환경사무소에 전라도 출신 공무원을 승진시킨 것을 비난하며 이같은 발언을 한 것으로 알려졌다. 결국 2006년 8월 3일 호남비하 발언으로 한나라당에 탈당계를 제출했다.
이후 2008년 18대 총선 당시 광명시 을 지역구에서 전재희 후보가 당선 된 것을 끝으로 광명시에서는 두 선거구 모두 민주당계 정당 후보가 동반 당선되고 있다.
2006년 12월, 이효선 광명 시장의 장모가 기초생활보장 수급자로 지정돼 국가로부터 매달 지원비를 받아오다가 기자들의 취재가 시작되자, 수급자 지정이 취소되는 일이 벌어졌다.
2007년 5월 14일 광명시협의회와 워싱턴협의회 소속 회원 24명이 참가한 공식 오찬에서 ‘워싱턴에 갔었는데 가이드가 밤에는 깜둥이들이 우글우글하니 외출을 삼가라하더라. 무서워서 저녁에는 호텔에서 나오지도 못했는데 그 무서운 곳에서 어떻게 사냐’고 말해 흑인비하 구설수에 올랐다.
2008년 7월 7일 이효선 광명시장은 "노점상인들은 범죄집단"이라면서 "공무원들이 아닌 용역직원이라도 노인을 때리는 사람은 없고 설사 폭행을 당했다 하더라도 노점상인들이 먼저 욕하고 때렸기 때문에 이를 뿌리치는 과정에서 폭행이 있을 수 있는 것"이라고 말했다. 그는 "시에서 지난 12월에 재정한 조례에 따라 노점상 운영을 합법화 한 2004년 12월 이전 거주자와 금융재산 2억원이 넘지 않는 등 정보를 공개한 주민 이외의 노점상인들은 범죄집단이라 말할 수 있다."고 주장했다.
2009년 5월 24일 시민단체가 무단으로 설피한 노무현 전대통령의 분향소를 보고 “시설물을 치우라”고 말하는 과정에서 시민단체 사람들과 언쟁이 있어 구설수에 올랐다. 이 시장은 광명시민단체협의회 회원들에게 "분향소 설치를 허락한 적이 없는데 허락받았다고 한 것은 국민들 앞에서 사기를 치는거냐"며 "노 전 대통령의 서거를 정치적으로 이용하지 말라"고 했다. 막말 시비가 일자 "시민들도 반말하는데, 시장이라고 반말을 하면 안되냐고" 해명을 했다. 이어 5월 26일 시청에 분향소를 설치하지 않은 특별한 이유가 있냐는 기자들의 질문에 "분향소를 설치하는 것에 동의하지 못한다, 그렇게까지 할 필요는 없다”며 “검찰조사 중에 자살한 것 아니냐, 어려운 점이 있으면 검찰에서 끝까지 밝혀야지”라고 덧붙였다.
2010년 6월 17일 임기를 10일 남기고 500만원을 들여 8박9일 일정으로 체코, 오스트리아, 헝가리 등 유럽 3개국으로 15일 해외연수를 떠났다. 이 시장은 평생학습 선진지 견학을 통해 우수정책을 도입하겠다며 해외연수길에 올랐다.

## 경력
- 2002년 ~ 2006년 : 제6대 경기도의회 의원
- 2006년 ~ 2010년 : 제15대 광명시장
- ~ 2018년 9월 : 자유한국당 경기도당 광명시갑 당원협의회 운영위원장
- 자유한국당 경기도당 정치개발본부 일자리창출위원장
- 2018년 12월 ~ 2020년 2월 : 자유한국당 경기도당 광명시(갑) 당협위원장

## 범죄전력
- 도로교통법위반: 벌금 1,000,000원 - 1993년 5월 6일 선고[11]
- 업무방해: 벌금 1,000,000원 - 2000년 11월 17일 선고[11]

### 타인 범죄경력자료 부정 취득
이효선은 2014년 6월 4일에 실시한 제6회 지방선거의 H정당 I 예비후보였다.
2014년 4월 15일 22시 경 이효선은 O에 있는 ‘P’에서, 2002년 4월 경 L정당 J지구당 직원으로서 2002년 6월 13일에 실시한 제3회 지방선거와 관련해 L정당 소속 후보자들의 선거 업무를 보조하던 사람인 K를 만났다. 그곳에서 K는 소지하고 있던 N의 1, 2차 전과기록회보서를 이효선에게 보여주어 열람하게 하면서 이효선에게 ‘전과 등 때문에 공천에서 배제될 것이라는 소문을 들었다, N는 이렇게 부적절한 전력이 있는 사람임에도 2002년 6월 13일 실시된 제3회 지방선거에서 L정당 I 후보로 공천을 받았다, 당신이 2014년 6월 4일 실시되는 제6회 지방선거의 H정당 I 후보 공천에서 배제되는 것은 이해가 되지 않는다, 이러한 사실을 당에 얘기하여 공천에서 배제되지 않도록 조치하라, N의 1, 2차 전과기록회보서는 당신의 조카인 M이 가지고 있을 것이다’라고 말하였다.
2014년 4월 16일 경 이효선은 Q 4층에 있는 자신의 선거사무실에서 조카인 M에게 ‘N의 1, 2차 전과기록회보서를 보내달라’는 부탁을 하여, M이 L정당 J지구당 사무직원으로 일할 당시 회보 받아 주거지에 보관 중이던 N의 1, 2차 전과기록회보서를 H정당 I 후보 공천배제에 대한 이의제기에 사용할 목적으로 M으로부터 팩스로 송부받았다.
누구든지 법령에 정한 용도 외로 사용할 목적으로 범죄경력자료를 취득하여서는 아니되나, 이와 같이 이효선은 법령에 정한 용도 외로 사용할 목적으로 범죄경력자료를 취득하였다.
2016년 7월 11일 수원지방법원 안산지원은 이효선에게 형의실효등에관한법률위반 혐의로 벌금 300만원을 선고하였다.

## 논란
- 2011년 8월 24일 광명시의 한 음식점에서 판돈 150여만원을 걸고 도박을 하다 불구속 입건되었다.[13]
- 2006년 7월 6일 여성 통장들과의 오찬 도중 술잔을 들고 "가정이 화목해야 밖에서도 일이 잘 된다"며 "활발한 성생활을 위하여"라고 건배를 제의한 것이 뒤늦게 알려져 물의를 일으켰다.[14]

## 역대 선거 결과
|  | 53.58% |

|  | 50.79% |

|  | 6.64% |

|  | 3.74% |

|  | 22.29% |

## 링크
| 전임 백재현 | 제15대 경기도 광명시장(민선) 2006년 7월 1일 ~ 2010년 6월 30일 | 후임 양기대 |